# داونتری
longitudeداونتریlatitudeداونتری
داونتری (به انگلیسی: Daventry) یک شهرک در بریتانیا است که در انگلستان واقع شده‌است.

## خصوصیات
داونتری ۲۵٬۰۲۶ نفر جمعیت دارد.